# Püspöki kastély (Püspökszentlászló)
A püspökszentlászlói püspöki kastély egy klasszicizáló késő barokk stílusú templomból, mellette püspöki nyaralókastélyból és a valamikor istálló felújított épületéből álló 18. századi épületegyüttes Baranya vármegyében, a Hosszúhetényhez tartozó Püspökszentlászló faluban, amelyhez régi arborétum is kapcsolódik. Eredeti rendeltetését tekintve a pécsi püspök nyaralója, erre a célra azonban már rég nem használják. A kastély látogatható.
A püspökszentlászlói kastélyban tartották fogva az 1950-es években az időszak mindkét magyar érsekét: Mindszenty Józsefet és Grősz Józsefet. Az istállónak is volt nevezetes lakója: az 1960-as évek elején itt bujdosott, a kastély másodkertészeként a KALOT mozgalom alapítója, Kerkai Jenő páter.  Az 1950-es évektől évtizedekig egyházi idősotthon. Az itt élt nővérek közül sokan nyugszanak az épületegyüttes feletti temetőben. Itt, a szociális otthonban dolgozott egy ideig Balog Zoltán lelkész és politikus. Ugyanarról a domboldalról néz le a kastélyra Szent László király bárdos szoboralakja.

## Története
Egy 1721-es forrás ezen a helyen egy romos templomot és egy fából készült remetelakot említ. Az eredeti templomot a legenda szerint még Szent László király építtette, hálából, miután egy bölényvadászat idején kitört vihar elől egy itteni remetebarlangban talált menedékre. 1725-ben a rom helyén egy remete, a Pécsről elszármazott Joannes Reinhard Uhl minorita szerzetes szervezésében épült új templom. A mai templomot és a kastélyt 1797-ben gróf Esterházy Pál László  pécsi püspök építtette.
Hetyey Sámuel pécsi püspök 1898 márciusa és júniusa között felújíttatta a kastélyt és a déli oldalán mintegy hat holdnyi földterületet is vásárolt hozzá. A főhomlokzat timpanonjában az 1905-ben kinevezett gróf Zichy Gyula püspök elhelyeztette két elődje Zsolnay pirogránitból készült címerét: középen gróf Esterházy Pál Lászlóét, a bal oldalon Hetyey Sámuelét, és harmadiknak a jobb oldalon a maga címerét is.
A második világháborút követően a falu iskolájában tanító Orsolya rendi nővérek éltek a kastélyban.
Virág Ferenc  püspök 1954. január 17-én nyilatkozatban használatra átengedte a kastélyt az Egyházi Kegydíjasok és Betegek Szeretetszolgálatának, otthon céljára. A Közületeket Elhelyező Bizottság 1954. január 20-án úgy döntött, hogy átadja az épületet az egyházi szeretetszolgálatnak szociális otthonnak.
A 2010-es évek közepén az akkor már üresen álló épületet pályázati pénzek segítségével felújíttatta a püspökség, alkalmassá téve a látogatásra az érdeklődök számára. A felújított épületegyüttes műszaki átadására és megáldására 2015. október 29-én került sor. A kastély felújítását 2018-ban ICOMOS-díjjal ismerték el.
A kastélyban Mindszenty emlékszobát alakítottak ki, amely arra emlékeztet. hogy 1955-ben itt raboskodott Mindszenty József hercegprímás. A főpap nevét viseli a közeli Életrendezés Háza 2002-ben felavatott kápolnája is.

### Híres foglyai
Mindszenty Józsefet 1955. július 17-én szállították ide nagy titokban. Július 12-én az Államvédelmi Hatóság (az "ávó") felszólította a kastélyban akkor élő 35 idős nővért, hogy 24 órán belül távozzanak. (A verőcei Migazzi-kastélyba költöztették át őket, ahol már lakott 40 idős apáca és így zsúfolttá vált.) A kastély körül deszkakerítést építettek Mindszenty érkezése előtt, hogy ne lehessen belátni. A már évek óta fogoly, kínázásokon átment, 44 kilogrammra lefogyott főpap számára az emeleten jelöltek ki két szobát, a földszintet pedig elfoglalták a Pécsről az őrzésre kirendelt ávósok.

## Részei

### A templom
Az 1797-ben épült, ovális alaprajzú késő barokk templom déli falán egy latin feliratú homokkő tábla emlékezik meg a korábban itt álló, 1725-ben felhúzott épületre.
A templom belső hossza mintegy 13 méter. Jellegzetes fenyőzsindelyes kupolája belmagassága 11,75 méter. Az épületet gróf Zichy Gyula püspöksége idejében, a 20. század elején fel kellett újítani.
1903-ban készült főoltára a Szűz Mária előtt hódoló Szent Lászlót ábrázolja. A korábbi Szent László- és Szent Imre mellékoltárok helyére egy Jézus Szíve-, illetve egy Mária Szíve-oltár került. 1907-ben kezdte el működését a templom orgonája, amelyet a híres pécsi Angster gyár készített.
Három harangjából kettőt hadi célokra az első világháború idején elvittek. A háború után, Baranya szerb megszállásakor a templom súlyos károkat szenvedett, a vadaskert pedig elpusztult. A bútorokat és a szőnyegeket a falu lakói megmentették.
A templom búcsúját Szent László napján, június 27-én tartják.

### Az arborétum
A kastély környezetét már 1797-es felépülte idején parkosították, mai formájában az arborétum azonban csak egy évszázaddal később, Hetyey püspök idejében született meg. Felder atya plébániatörténete szerint nár a kastélyépíttető Esterházy püspök idején szökőkút állt a kastély előtt, a réten pedig halastó volt. Ezek ma is megvannak.  Hetyey püspök újabb hat holdnyi területet vásárolt, és alácsöveztette, hogy öntözni lehessen. Az öntözővíznek ciszternát is csináltak. Hetyey számára alakította ki az arborétumot Hrban Ferenc püspöki főkertész. A kastély elé ő állíttatta a Zsolnay-szökőkutat.
A vadasparkot, ahol őzeket, 1913-tól dámvadakat is tartottak, már Hetyey utódja, Zichy püspök hozta létre. A szerb megszállás idején elpusztult.  